# رسم العرض التفصيلي
رسم العرض التفصيلي هو رسم توضيحي ويكون رسماً بيانياً أو صورة أو رسماً صناعياً أو تخطيطي أو تقني لشيء ما، يظهر علاقة أو ترتيب تجميع الأجزاء المختلفة.ويعرض مكونات الشكل مفصولاً عن بعضه، أو معلقاً في الفضاء في حالة الرسم ثلاثي الأبعاد للشكل. يمثل الشطل وكأنه هناك انفجار صغير من منتصف هذا الشكل مسبباً تقسيم الشكل إلى أجزاء ذات مسافة متساوية عن موقعها الأصلي. ويستخدم رسم العرض التفصيلي في فهارس أجزاء الآلة أو الشكل، في فصول الأجزاء والتركيب والتجميع والصيانة والمواد التعليمية الأخرى.
عادة ما يتم عرض رسم العرض التفصيلي من الأعلى وبشكل طفيف بشكل قطري من الجانب الأيسر أو الأيمن من الرسم. (انظر رسم المنظر المنفجر لمضخة التروس إلى اليمين: إنه قليلاً من الأعلى ويظهر من الجانب الأيسر للرسم بشكل قطري.).

## نظرة عامة

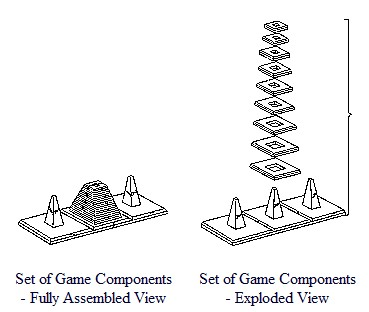
عرض تجميع كامل وعرض تفصيلي في براءة اختراع

عرض تفصيلي لمضخة ذات تروس

يعد رسم العرض التفصيلي أحد أنواع الرسم الذي يوضح تجميع الأشكال والأجزاء الميكانيكية وأشكال وآلات أخرى. يظهر جميع أجزاء التجميع وكيف تتناسب معًا. في الأنظمة الميكانيكية، عادة ما يتم تجميع المكون الأقرب إلى المركز أولاً، أو هو الجزء الرئيسي الذي يتم فيه تجميع الأجزاء الأخرى. يمكن أن يساعد هذا الرسم أيضًا في تمثيل تفكيك الأجزاء، حيث تتم إزالة الأجزاء من الخارج عادة أولاً.
تعد المخططات التفصيلية شائعة في دليل المستخدم المفصلة التي توضح موضع الأجزاء، أو الأجزاء المضمنة في تجميع أو تجميع فرعي. عادة ما تحتوي هذه المخططات على رقم تعريف الجزء وملصق يشير إلى الجزء الذي يملأ الموضع المعين في الرسم التخطيطي. يمكن للعديد من تطبيقات جداول البيانات إنشاء رسوم بيانية مجزأة تلقائيًا، مثل المخططات الدائرة المجزأة.
في براءة الاختراع قد تكون هناك رسومات العرض المفصل، وتكون مساقط الأجزاء محصورة بين قوسين، وذلك لإظهار العلاقة أو ترتيب تجميع الأجزاء المختلفة المسموح به، انظر الصورة. عندما تظهر طريقة عرض مفصيل لشكل موجود على نفس الورقة مثل صورة أخرى، يجب وضع طريقة العرض المفصلة بين قوسين. 

يمكن أيضًا استخدام العروض المفصلة في الرسم المعماري، على سبيل المثال في عرض تصميم المناظر الطبيعية. يمكن للمشهد المفصل أن يخلق صورة تحلق فيها العناصر في الهواء فوق المخطط المعماري، مثل اللوحة التكعيبية تقريبًا. يمكن أن تكون المواقع مظللة أو منقطة في مخطط العناصر للعناصر.

## التاريخ

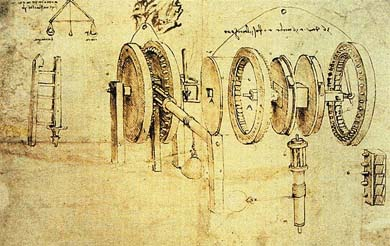
عرض تقصيلي لمخطط رسم ليوناردو دا فينشي

جنبا إلى جنب مع المنظر القاطع (المسقط العرضي) كان المنظور التفصيلي من بين الاختراعات الرسومية العديدة لعصر النهضة، والتي تم تطويرها لتوضيح التمثيل التصويري بطريقة طبيعية متجددة. يمكن تتبع العرض التفصيلي إلى أوائل القرن الخامس عشر في ملاحظات مارينو تاكولا (1382-1453)، وقد أتقنه فرانشيسكو دي جورجيو (1439-1502) وليوناردو دا فينشي (1452–1519). أحد الأمثلة الأكثر وضوحًا على طريقة العرض التفصيلي كانت عند ليوناردو في رسمه لتصميم آلة الحركة الترددية. طبق ليوناردو طريقة العرض هذه في العديد من الدراسات الأخرى، بما في ذلك تلك المتعلقة بتشريح جسم الإنسان.

## أصل التسمية
ظهر مصطلح «رسم العرض التفصيلي» في أربعينيات القرن العشرين، وهو من المرات الأولى التي تم تعريفها في عام 1965 على أنها «توضيح ثلاثي الأبعاد (متساوي القياس في الفراغ) يوضح علاقات الربط بين الأجزاء، والتجمعات الفرعية، والتجمعات الأعلى. قد تظهر أيضًا تسلسل تجميع أو تفكيك الأجزاء التفصيلية.» 